# Blé dur
Cet article possède un paronyme, voir Blédurt.
Triticum turgidum subsp. durum
Sous-espèce
Synonymes
Classification APG III (2009)
Le blé dur (Triticum turgidum L. subsp. durum (Desf.) Husn.), surnommé parfois (à tort) blé barbu, est une espèce de blé caractérisée par son amande (intérieur du grain) dure et vitreuse. Cultivée depuis la Préhistoire, cette céréale est riche en protéines, notamment celles qui, une fois agglomérées par de l'eau, donnent le gluten. Elle ne peut donner que des pains peu levés mais convient parfaitement à la fabrication des pâtes alimentaires, du couscous et du boulghour.
Le blé dur (durum wheat ou simplement durum en anglais) ne doit pas être confondu avec le hard wheat, nom donné en Amérique du Nord à des variétés de blé tendre (froment), donc panifiables, à teneur élevée en protéines (hard red spring, hard red winter, etc.).

## Origine
Le blé dur est un blé à grains nus qui apparaît au néolithique précéramique B (vers -6500), obtenu probablement par sélection de populations à partir du blé amidonnier (Triticum dicoccon), un blé domestique primitif à grains vêtus. L'amidonnier est lui-même un hybride de Triticum urartu et d'une espèce d'égilope inconnue proche de Aegilops speltoides. Ces triticum et ægilops sont de grandes graminées sauvages du Proche-Orient. Le blé dur est tétraploïde, car il compte 28 chromosomes, au lieu de 14 pour les espèces parentes sauvages diploïdes.

## Culture
Le blé dur se différencie du blé tendre par son grain à albumen vitreux et sa plus haute teneur en protéines. Le blé dur est plus sensible au froid que le blé tendre, et plus résistant à la sécheresse. Sa culture s'est d'abord développée depuis les débuts de l'agriculture dans le bassin méditerranéen, notamment en Égypte et en Grèce.
C'est la seule espèce de blé cultivable en climat aride.
Les variétés de blé dur de printemps, cultivées dans des pays au climat continental se sont bien adaptées aux zones arides du Canada, des États-Unis, voire de la CEI.

### Culture en France
Le blé dur est cultivé dans les régions méditerranéennes, y compris dans le Sud de la France, depuis le néolithique. Il y a souvent été préféré au blé tendre (plus résistant au froid) en raison de sa tolérance à la sécheresse. La culture à grande échelle du blé dur commence en France dans les années 50 et se cantonne dans un premier temps au Sud-Est de la France, avec des variétés provenant d'Algérie (Bidi 17, Oued Zenatti). Ces blés durs sont arrivés en France métropolitaine avec le retour des Français d’origine « pieds noirs ». Les surfaces sont modestes et la France est alors importatrice de blé dur. 
Les travaux de recherches sur le blé dur ont permis la création des variétés Agathé et Mondur. Ces variétés étaient cependant très hautes et donc fortement sensibles à la verse (les blés se couchent), ce qui entraînait des pertes de rendement et de qualité importantes. La création de variétés à paille courte a permis d’augmenter les surfaces et d’étendre la culture du blé dur sur le territoire français. Au milieu des années 70, les variétés Durtal et Tomclair furent parmi les premières variétés issues de ces travaux de sélection variétale. Mais la production de ces variétés de piètre qualité pastière s’est avérée très problématique pour la filière, et notamment pour les industriels.
C’est dans ce contexte que le Groupement d’Intérêt Économique du blé dur, le GIE blé dur, a été créé, en 1983. Dès le début, l’objectif du GIE était de rassembler les acteurs de la filière du blé dur : les sélectionneurs privés, la recherche fondamentale (INRA), les instituts spécialisés (ITCF, devenu Arvalis - Institut du végétal) et les industries semoulières et pastières. Le GIE blé dur a ainsi initié de nombreux projets de recherche concrets et appliqués afin d’apporter des réponses aux attentes des agriculteurs et des industriels.
Ces projets ont notamment consisté à augmenter la variabilité génétique disponible pour les sélectionneurs, à améliorer la teneur en caroténoïdes des variétés de blé dur responsable de la coloration jaune des semoules et des pâtes alimentaires, ou encore à améliorer la résistance aux différentes maladies attaquant le blé dur (rouilles, fusariose…).
C'est principalement dans les zones sèches et chaudes que sa culture se répand tant bien que mal. Les premières variétés s'acclimatent difficilement et les pâtes obtenues après transformation sont de piètre qualité. C’est l’innovation variétale, avec des sélections effectuées à l’INRA (Institut National de la Recherche Agronomique) de Montpellier, qui fait réellement progresser la culture du blé dur dans le sud de la France à partir des années 80.

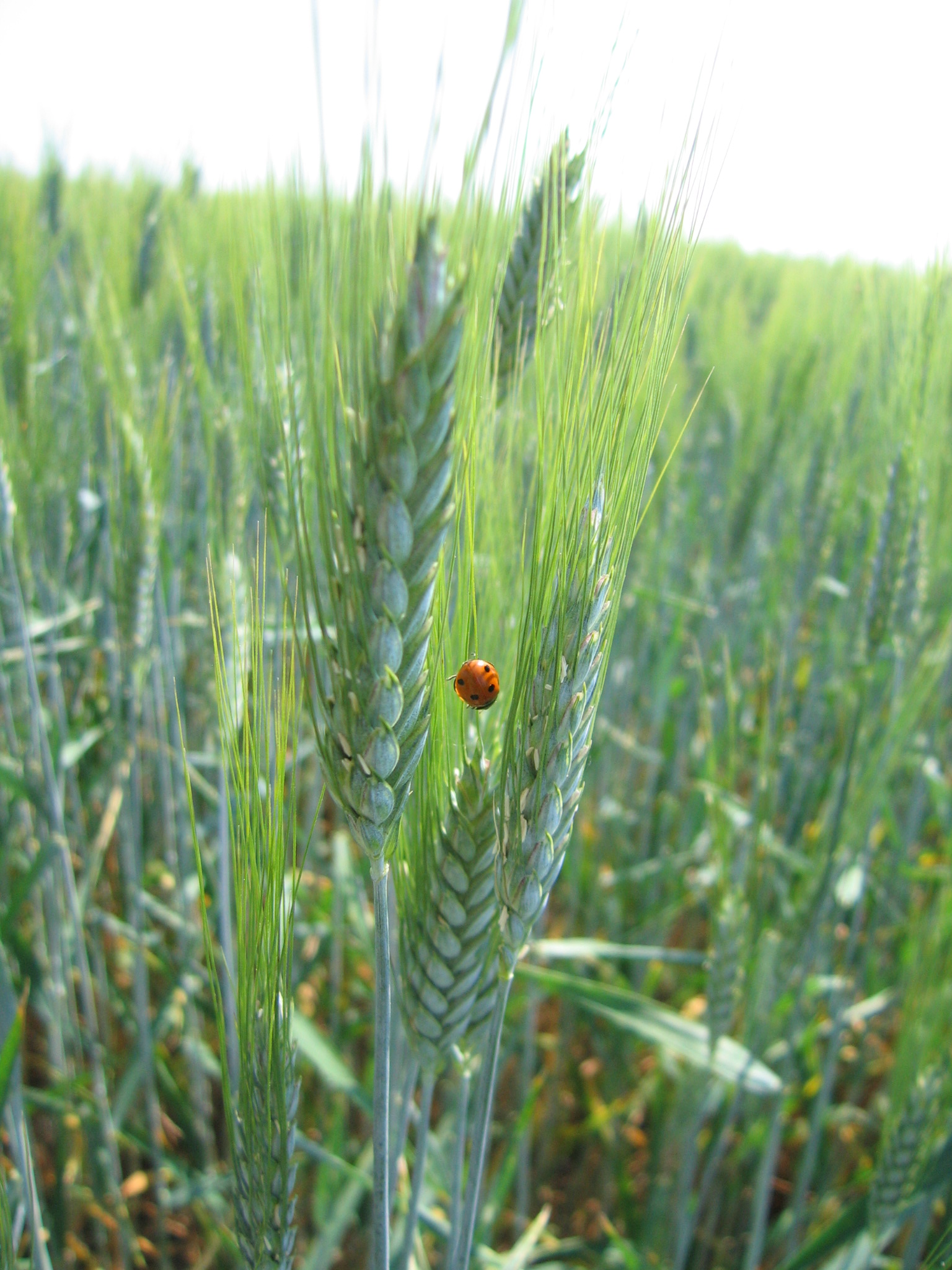
Épis de blé dur avec leurs longues arêtes (barbes).

Depuis 1985, la culture de variétés à rendement élevés se développe dans les zones de grandes cultures bénéficiant d'un climat semi-océanique (Île-de-France, Centre, Poitou), la qualité du grain de ces variétés pouvant être affectée par un stress hydrique. On améliore la teneur en protéines et donc en gluten en effectuant un apport tardif d'azote. Il s'agit d'une culture très intensive, éventuellement irriguée, assez différente de celle pratiquée au départ dans le Sud de la France. Pour éviter les problèmes de fusarioses, il est cependant préférable d'éviter un retour trop fréquent de la culture sur la parcelle et de bannir les précédents blé tendre ou maïs surtout si le semis du blé dur est réalisé sans labour.

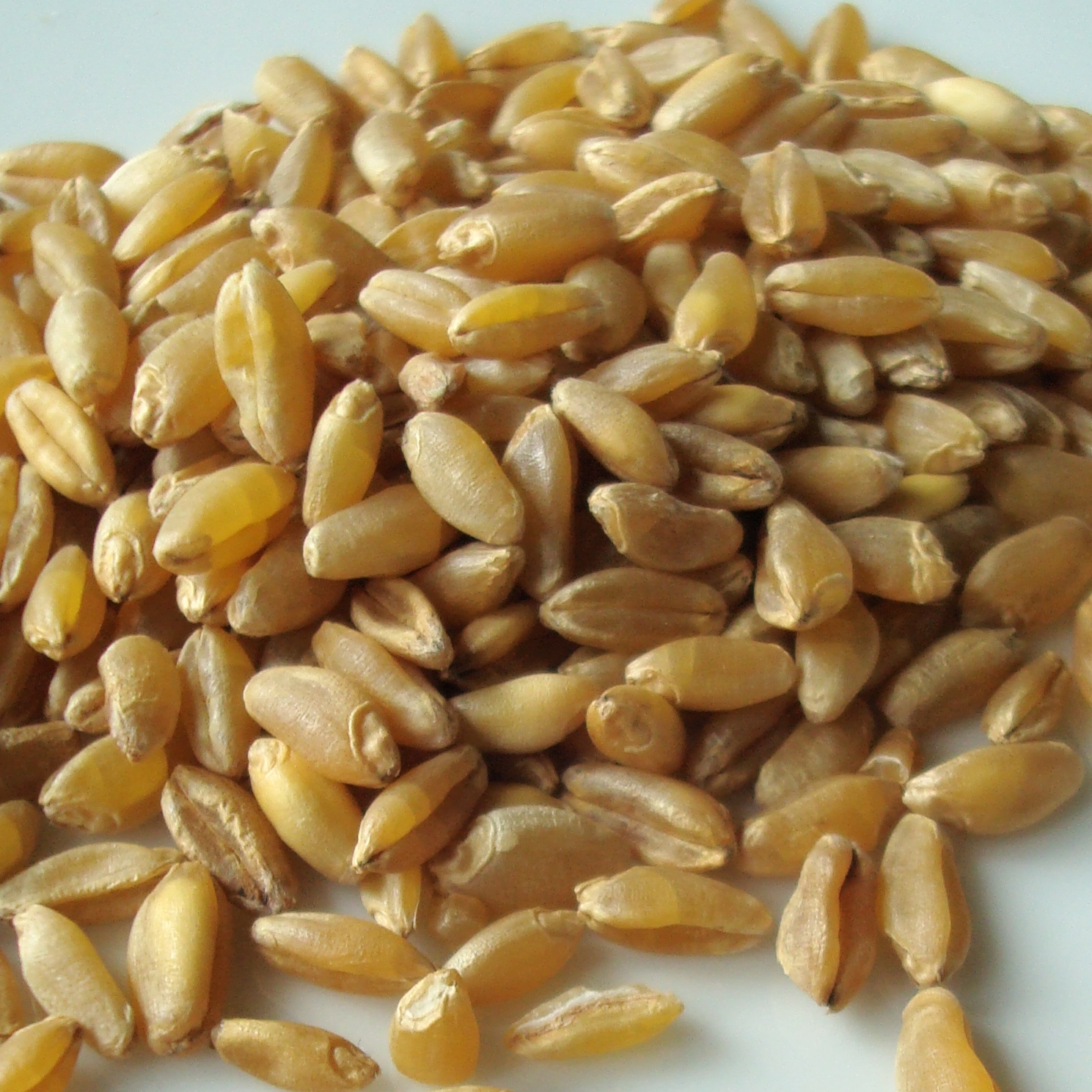
Grains (caryopses) de blé dur.

Aujourd’hui, le blé dur français, avec son grain dur et vitreux, est reconnu pour sa richesse en protéines végétales qui permet de fabriquer des pâtes de qualité. Près des 2/3 de la production française sont d'ailleurs destinés à l’export pour constituer la base des semoules et des pâtes des fabricants du monde entier (principalement en Europe, en Algérie et au Maroc).

### Variétés cultivées
Près de 150 variétés sont inscrites au Catalogue officiel français des espèces et variétés créées par 10 entreprises de sélection et près de 530 au Catalogue européen.

## Production et échanges
La production mondiale de blé dur a atteint 40 millions de tonnes en 2009, puis a baissé vers 34 millions de tonnes en 2014. L'Europe (hors CEI) a assuré en moyenne, au cours de la décennie 2000, 26 % de la production mondiale (la balance commerciale de l'Union européenne en blé dur est en général excédentaire depuis 1985, mais l'Italie importe). Viennent ensuite l'Amérique du Nord et centrale (24 %), le Moyen-Orient (avec en particulier la Turquie et la Syrie) (18 %), puis la CEI (12 %) et l'Afrique du Nord (11 %).
La production de blé dur est soumise à deux variabilités: la récolte en Afrique du Nord très irrégulière car dépendante des pluies d'hiver et de printemps, et la production en Amérique du Nord découlant de décisions de semis sur des bases économiques et agronomiques (avec peu d'alternatives en zone aride).
La zone méditerranéenne dans son ensemble consomme 62 % du blé dur mondial et est la principale zone importatrice de la planète. L'Amérique du Nord et centrale est la principale zone exportatrice de la planète. Elle réalise 72 % des exportations mondiales.
Le Canada est le premier exportateur mondial de blé dur et l'Algérie le premier importateur.
En France on cultive du blé dur dans la zone traditionnelle (Sud-Est et Sud-Ouest), ainsi que dans une zone septentrionale, en particulier dans la région Centre, sur un total de 400 000 ha environ et un rendement moyen de 50 q/ha, soit une récolte de 2 millions de tonnes. Les rendements sont bien supérieurs dans le nord (60 à 70 q/ha). À noter que les zones traditionnelles (méridionales) reçoivent des subventions spécifiques de la PAC.
Le Canada est le plus grand producteur mondial et exportateur de blé dur, mais en raison des conditions météorologiques affectant parfois la région de production (Saskatchewan), les fabricants de pâtes et de semoule craignent une hausse de 25% du prix du blé dur depuis juin 2019. Le Canada produit environ 5 millions de tonnes de blé dur, dont 4 à 4,5 millions de tonnes sont exportées. Cependant, lorsque les normes de qualité ne sont pas atteintes, les lots concernés sont déclassés et dirigés vers l'alimentation animale.

## Transformation et utilisation

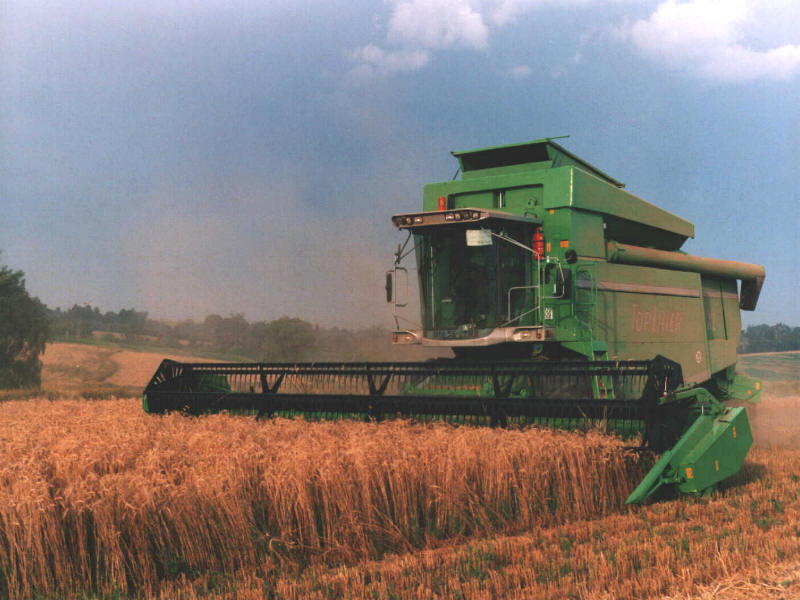
Récolte de blé dur en Afrique du Sud., 1998.

### Blé dur immature
Le blé dur peut être récolté avant maturité (il est encore tendre). Séché et rôti, c'est un classique des cuisines turque (Fakri) et arabe (Frikeh) : Freekeh, également nommé Frik, Firik, Farik, Friki. Il est parfois appelé en Europe blé dur vert.

### Boulghour
Le boulghour est du blé dur trempé, précuit, séché et enfin concassé façon semoule ; c'est le plat de base de l'alimentation traditionnelle du Moyen-Orient.

### Pain
La farine entre, sous forme de complément, dans la fabrication du pain (pains peu levés). Au Maroc, l'utilisation principale du blé dur est la panification. En Grèce, le pain de campagne traditionnel contient de la farine de blé dur. La farine atta utilisée dans le sous-continent indien pour la fabrication des pains plats (naan, chapati, paratha…) peut contenir du blé dur.

### Semoules et pâtes
La vitrosité du blé dur fait qu'il n'est pas consommé en l'état et que le gluten de blé dur pourtant abondant mais emprisonné dans l'amidon de l'amande n'exprime pas ses qualités (élasticité, ténacité, moelleux) sans cuisson. Cette particularité est mise à profit pour façonner facilement, après pétrissage de semoule, par laminage ou extrusion à froid, les pâtes alimentaires de blé dur en formes extrêmement variées. Une cuisson adaptée permet d'atteindre ensuite le degré de moelleux voulu.
Il est transformé en semoule, couscous, ou pâtes alimentaires. Les semoules sont utilisées dans d'autres plats (taboulé, ...), et secondairement en pâtisserie (zlabia, tamina, ...).  
L'industrie de la semoulerie est très mécanisée, avec une prépondérance, en France, des semouleries du groupe Panzani et Rivoire et Carret-Lustucru. Les usines françaises se situent à Marseille, Rouen et en région parisienne (Gennevilliers).
Les pâtes alimentaires, en France, doivent obligatoirement être préparées avec de la semoule de blé dur. On recherche des semoules exemptes de mouchetures et plutôt jaunes. Celles-ci servent (en France) à 65 % à faire des pâtes et à 25 % du couscous.

### Alimentation animale
Les blés dur déclassés sont généralement utilisés en alimentation animale.

## Filière du blé dur bio en France
Au tournant des années 2000 en France, les cultures de blé dur en agriculture biologique sont encore marginales. Les importations depuis l'Italie à destination des usines de transformation françaises sont prédominantes, concurrencées progressivement par l'Espagne.
Cela s’explique par la complexité de la culture du blé dur en bio, notamment parce qu'il est nécessaire de pratiquer des apports d'azote fractionnés dont le dernier tardivement avec les variétés utilisées en dehors des zones méditerranéennes afin d'éviter le mitadinage, c'est-à-dire un défaut de vitrosité de l'amande (les grains trop farineux ne peuvent permettre une transformation de qualité en semoule)  entraînant le déclassement de la récolte vers l'alimentation animale. L'agriculteur doit ainsi prendre des décisions stratégiques pour optimiser cet apport nutritif par exemple via le choix d’une variété adaptée, limitant les carences en azote. D’autres qualités sont par ailleurs recherchées comme la résistance aux maladies fongiques ou la capacité de compétition face aux plantes adventices.
De plus, la qualité du blé dur exigée par le cahier des charges de la filière aval (industriels semouliers et paysans-pastiers) est élevée, imposant un très bon rendement semoulier, un bon poids spécifique, une teneur importante en protéines de bonne qualité, une bonne vitrosité etc. Tout cela dépend en partie de l’apport initial en azote à la plante. Ainsi, là encore, le choix de la variété est déterminant pour limiter le mitadinage. 
Au début des années 2000, pour les agriculteurs bio, seules les variétés de blé dur dites « commerciales » sont disponibles dans le Catalogue Officiel français. Celles-ci sont adaptées à une culture traditionnelle intensive utilisant systématiquement fertilisants, produits phytosanitaires et régulateurs de croissance. Elles sont donc, de fait, inadaptées aux systèmes de cultures biologiques sauf peut-être en zone méditerranéenne.
En culture bio en zone tempérée, ces variétés, résistent mal aux maladies, manquent de vigueur, ne sont pas compétitives par rapport aux adventices ou présentent une faible efficience pour l’utilisation de l’azote. De plus, les pratiques agricoles qui permettent un bon taux protéique (répartition dans le temps des apports) induisent malheureusement une diminution de rendement, remettant en cause l’équilibre économique des exploitations.
En pratique, de nombreux agriculteurs-producteurs de pâtes bio des zones tempérées préfèrent utiliser le blé tendre ou l'épeautre.
C'est dans ce contexte que la sélection participative de nouvelles variétés de blé dur bio a été initiée au début des années 2000 par la volonté et la collaboration d'agriculteurs biologiques, de chercheurs de l'INRA, l'association des producteurs bio de l'Aude BioCivam et des transformateurs industriels (Alpina Savoie notamment). Ceux-ci ont collaboré durant une quinzaine d'années pour créer une nouvelle variété de blé dur adaptée à l’agriculture biologique et répondant aux critères de l'industrie : la variété LA1823 toujours pas inscrite au catalogue en 2019.
Depuis 2005, la production de blé dur bio français varie entre 3.000 et 5.000 tonnes par an en fonction des conversions bio en grandes cultures. Cette variation s'explique notamment par le fait que la culture du blé dur sert de culture de transition durant la conversion vers l'Agriculture Biologique (AB), bénéficiant alors de sols encore très azotés. Mais la culture est souvent abandonnée en fin de conversion pour laisser la place au blé tendre, plus facile à cultiver grâce à un choix variétal adapté à l’Agriculture Biologique et des besoins azotés inférieurs.
En 2018, en France, la production destinée aux transformateurs est d'environ 5 000 tonnes (source : Alpina Savoie), soit 400 fois moins que le blé dur en agriculture conventionnelle (les chiffres concernant la production artisanale destinée aux circuits courts ne sont pas accessibles). Cependant, la superficie totale cultivée en blé dur bio a été estimée à 5 000 ha par FranceAgriMer. Il s'agit donc d'une filière encore restreinte notamment par les difficultés de culture de cette espèce.